# Fengolo
Fengolo es una localidad del norte de Costa de Marfil perteneciente al departamento de Madinani, en la Región de Denguele. La localidad es capital de su propio municipio.
Tiene un bosque de una superficie de 188 ha.